# Francesco Ortu
Francesco Luca Ortu est un karatéka italien né le 20 décembre 1977 à Foggia. Il s'est fait connaître en remportant le titre de champion d'Europe en kumite individuel masculin moins de 60 kilos aux championnats d'Europe de karaté 2005 et 2007 ainsi que deux médailles dans cette même épreuve aux championnats du monde.

## Résultats
| Résultat           | Date             | Épreuve                   | Catégorie | Compétition                                  | Ville hôte                             |
| ------------------ | ---------------- | ------------------------- | --------- | -------------------------------------------- | -------------------------------------- |
| Médaille d'argent  | Février 1994     | Kumite individuel - 60 kg |           | Championnats d'Europe juniors et cadets 1994 | Madrid, en Espagne                     |
| 5e place           | Février 1995     | Kumite individuel - 60 kg |           | Championnats d'Europe juniors et cadets 1995 | Bratislava, en Slovaquie               |
| 7e place           | 15 novembre 1997 | Kumite individuel - 65 kg |           | Championnats d'Europe juniors et cadets 1997 | Sofia, en Bulgarie                     |
| médaille d'or      | 7 février 1998   | Kumite individuel - 65 kg | Juniors   | Championnats d'Europe juniors et cadets 1998 | Athènes, en Grèce                      |
| Médaille d'argent  | 27 mars 1998     | Kumite individuel - 60 kg | Seniors   | Coupe de la Méditerranée 1998                | Antalya, en Turquie                    |
| 9e place           | 10 mai 1998      | Kumite individuel - 60 kg | Seniors   | Championnats d'Europe 1998                   | Belgrade, en Serbie-et-Monténégro      |
| Médaille d'argent  | 5 juillet 1998   | Kumite par équipe         | -         | Championnats du monde universitaires 1998    | Lille, en France                       |
| Médaille d'or      | 6 juillet 1998   | Kumite individuel - 60 kg | -         | Championnats du monde universitaires 1998    | Lille, en France                       |
| 5e place           | 17 octobre 1998  | Kumite par équipe         | Seniors   | Championnats du monde 1998                   | Rio de Janeiro, au Brésil              |
| Médaille de bronze | 18 octobre 1998  | Kumite individuel - 60 kg | Seniors   | Championnats du monde 1998                   | Rio de Janeiro, au Brésil              |
| 9e place           | 22 mai 1999      | Kumite individuel - 60 kg | Seniors   | Championnats d'Europe 1999                   | Eubée, en Grèce                        |
| 9e place           | 6 mai 2000       | Kumite individuel - 60 kg | Seniors   | Championnats d'Europe 2000                   | Istanbul, en Turquie                   |
| Médaille de bronze | 9 juillet 2000   | Kumite par équipe         | -         | Championnats du monde universitaires 2000    | Kyōto, au Japon                        |
| Médaille de bronze | 10 juillet 2000  | Kumite individuel - 60 kg | -         | Championnats du monde universitaires 2000    | Kyōto, au Japon                        |
| Médaille d'argent  | 12 octobre 2000  | Kumite individuel - 60 kg | Seniors   | Championnats du monde 2000                   | Munich, en Allemagne                   |
| Médaille de bronze | 12 mai 2001      | Kumite par équipe         | Seniors   | Championnats d'Europe 2001                   | Sofia, en Bulgarie                     |
| 5e place           | 13 mai 2001      | Kumite individuel - 60 kg | Seniors   | Championnats d'Europe 2001                   | Sofia, en Bulgarie                     |
| Médaille d'argent  | 18 août 2001     | Kumite individuel - 60 kg | Seniors   | Jeux mondiaux 2001                           | Akita, au Japon                        |
| Médaille d'argent  | 7 septembre 2001 | Kumite individuel - 60 kg | Seniors   | Jeux Méditerranéens 2001                     | Tunis, en Tunisie                      |
| Médaille d'argent  | 3 mai 2002       | Kumite individuel - 60 kg | Seniors   | Championnats d'Europe 2002                   | Tallinn, en Estonie                    |
| Médaille de bronze | 20 octobre 2002  | Kumite individuel - 60 kg | Seniors   | Championnats de la Méditerranée 2002         | Rijeka, en Croatie                     |
| Médaille de bronze | 20 octobre 2002  | Kumite par équipe         | Seniors   | Championnats de la Méditerranée 2002         | Rijeka, en Croatie                     |
| 11e place          | 23 novembre 2002 | Kumite individuel - 60 kg | Seniors   | Championnats du monde 2002                   | Madrid, en Espagne                     |
| Médaille de bronze | 9 mai 2003       | Kumite individuel - 60 kg | Seniors   | Championnats d'Europe 2003                   | Brême, en Allemagne                    |
| Médaille d'or      | 13 mai 2005      | Kumite individuel - 60 kg | Seniors   | Championnats d'Europe 2005                   | San Cristóbal de La Laguna, en Espagne |
| Médaille de bronze | 7 mai 2006       | Kumite par équipe         | Seniors   | Championnats d'Europe 2006                   | Stavanger, en Norvège                  |
| Médaille d'or      | 4 mai 2007       | Kumite individuel - 60 kg | Seniors   | Championnats d'Europe 2007                   | Bratislava, en Slovaquie               |
| Médaille de bronze | Mai 2007         | Kumite par équipe         | Seniors   | Championnats d'Europe 2007                   | Bratislava, en Slovaquie               |